# Slopné
Slopné är en ort i Tjeckien.   Den ligger i regionen Zlín, i den östra delen av landet, 270 km öster om huvudstaden Prag. Slopné ligger 349 meter över havet och antalet invånare är 575.
Terrängen runt Slopné är kuperad åt nordväst, men åt sydost är den platt. Runt Slopné är det ganska tätbefolkat, med 72 invånare per kvadratkilometer. Närmaste större samhälle är Zlín, 15,0 km nordväst om Slopné. I omgivningarna runt Slopné växer i huvudsak blandskog.